# Armoire sèche-linge
 (janvier 2024).
Si vous disposez d'ouvrages ou d'articles de référence ou si vous connaissez des sites web de qualité traitant du thème abordé ici, merci de compléter l'article en donnant les références utiles à sa vérifiabilité et en les liant à la section « Notes et références ».

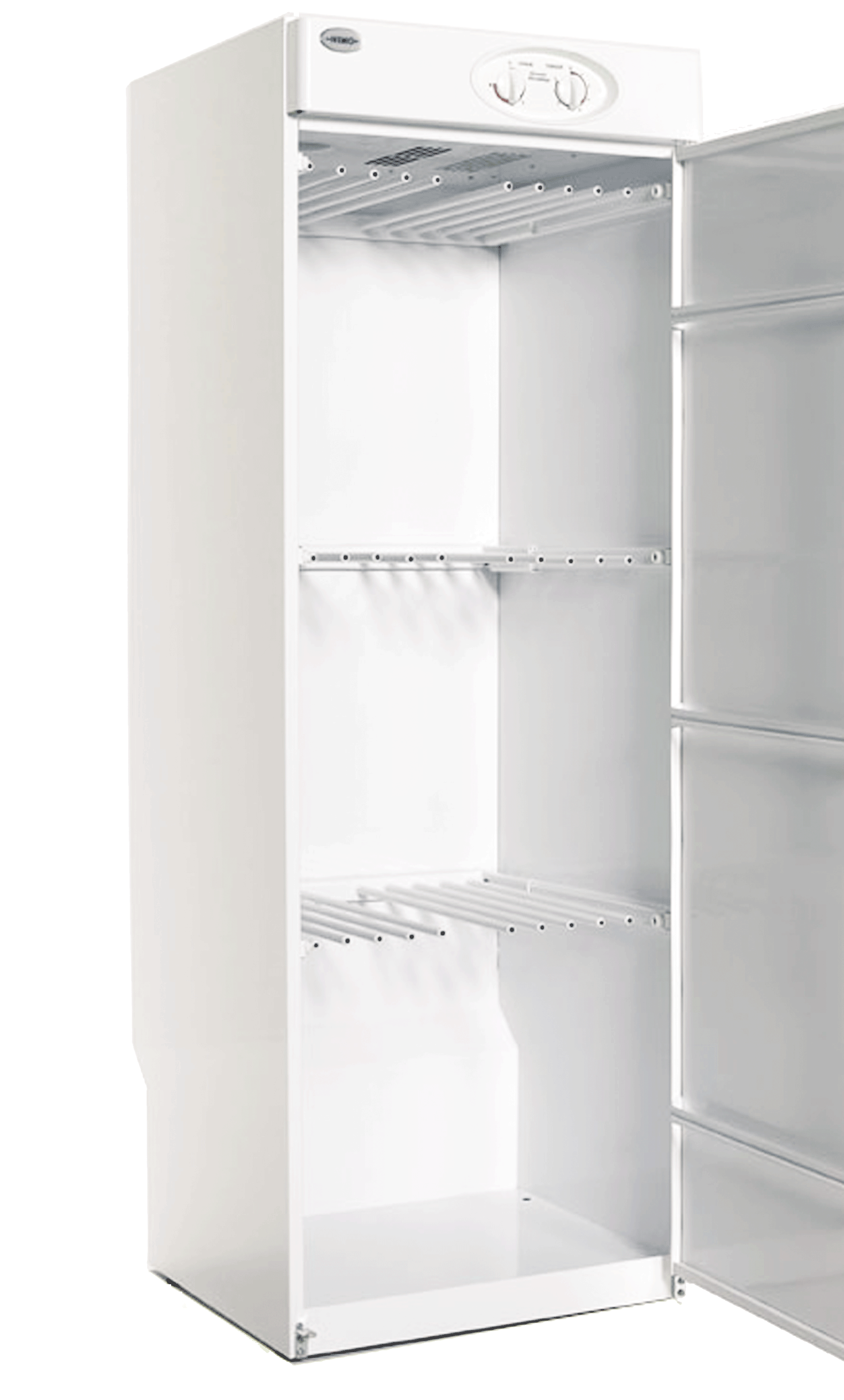
Grande armoire sèche-linge

L’armoire sèche-linge, appelée aussi armoire de séchage, est un sèche-linge vertical qui permet de sécher des vêtements trop fragiles pour le sèche-linge à tambour rotatif. L'appareil est doté d'un ventilateur et d'un système de chauffage. Le ventilateur fait circuler l'air ambiant de la pièce où se trouve l'appareil tout en le réchauffant. L'air chargé d'humidité est évacué vers le côté ou vers le haut de l'armoire.

## Histoire
C'est un concept populaire dans les pays scandinaves qui voit le jour au début des années 1960. Au départ, un appareil fermé servait à sécher le foin du bétail. Des gens oty trouvé une autre utilité : sécher le linge et les vêtements comme au soleil chez soi tout au long de l'année. Ces armoires équipent aujourd'hui en Scandinavie les centres de secours ainsi que les casernes de pompiers, les écoles et les crèches notamment.

## Caractéristiques
L'armoire sèche-linge prend l'air ambiant de la pièce où elle se trouve, le réchauffe et, avec un ventilateur, sèche le linge et les vêtements. L'air chargé d'humidité est évacué vers le côté ou vers le haut de l'armoire. On recommande une connexion vers un extracteur d'air ou un VMC, si on dispose d'un adaptateur adéquat.
Une armoire ressemble à un réfrigérateur. En lieu et place des étagères et du bac à légumes, on y trouve un système de tringles extensibles permettant d'étendre soigneusement le linge.
L'été, l'armoire sèche-linge peut aussi servir comme simple séchoir. Il suffit d'étendre le linge et en laissant la porte ouverte sans la mettre en route, tout en utilisant la circulation d'air de la pièce dans laquelle elle se trouve.
Lors de l'utilisation d'une armoire sèche-linge, il n'y a pas de peluche, ni de poussière dégagée par les vêtements. Ainsi l'air évacué n'augmente pas le taux de poussière dans la pièce dans laquelle se trouve l'armoire. Les armoires sèche-linge existent en différentes tailles : petite, moyenne et grande.

## Galerie

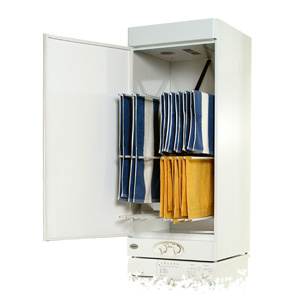
Moyenne armoire sèche-linge
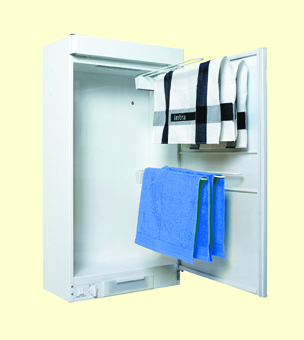
Petite armoire sèche-linge
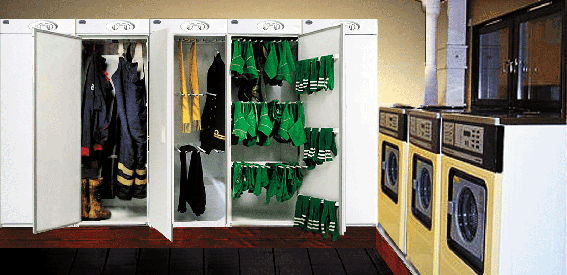
Une buanderie professionnelle